# 米凯莉亚·霍尔丹
米凯莉亚·霍尔丹（英語：Mikaylia Haldane，1995年2月25日—），牙買加女子羽毛球運動員。

## 簡歷
2016年3月，米凯莉亚·霍尔丹出戰牙買加羽毛球國際賽，與格奥尔丁·亨利合作赢得女子雙打亞軍。

## 主要比賽成績
只列出曾進入準決賽的國際賽事成績：
| 年份   | 賽事                         | 公開賽級別 | 項目     | 拍檔             | 成績   |
| ------ | ---------------------------- | ---------- | -------- | ---------------- | ------ |
| 2010年 | 泛美洲青年羽毛球錦標賽       | 其他       | 女子雙打 | Adrianna Guiffre | 季軍   |
| 2015年 | 牙買加羽毛球國際賽           | 國際系列賽 | 混合雙打 | 丹尼斯·柯克      | 準決賽 |
| 2016年 | 牙買加羽毛球國際賽           | 國際系列賽 | 女子雙打 | 格奥尔丁·亨利    | 亞軍   |
| 2016年 | 泛美洲羽毛球錦標賽           | 其他       | 混合團體 | －               | 第四名 |
| 2016年 | 加勒比地區羽毛球聯合會國際賽 | 未來系列賽 | 女子雙打 | 凯瑟琳·温特      | 亞軍   |
| 2017年 | 牙買加羽毛球國際賽           | 國際系列賽 | 女子雙打 | 凯瑟琳·温特      | 亞軍   |

| 2007-2017年 | 首要超級賽 | 超級賽 | 黃金大獎賽 | 大獎賽 | 國際挑戰賽 | 國際系列賽 | 未來系列賽 | 其他 |

| 2018-2026年 | 總決賽 | 超級1000賽 | 超級750賽 | 超級500賽 | 超級300賽 | 超級100賽 | 國際挑戰賽 | 國際系列賽 | 未來系列賽 | 其他 |